# Avahi cleesei
El avahi de Bemaraha (Avahi cleesei) es una especie de lémur lanudo nativa del oeste de Madagascar. Los científicos que describieron la especie la bautizaron en honor del actor inglés John Cleese, miembro del grupo cómico Monty Python, principalmente por los esfuerzos del actor para preservar y proteger a los lémures. Fue descubierta primero en 1990 por un equipo de científicos de la Universidad de Zúrich, pero no fue descrita como una nueva especie hasta noviembre de 2005.
El animal, que tiene hábitos diurnos, pesa entre 5 y 6 kilogramos y vive en familias pequeñas. Tiene un pelaje marrón con regiones blancas en su parte posterior y entre los muslos, una nariz plana y corta, grandes ojos plateados y orejas que apenas se elevan sobre el resto de su piel. Tiene una dieta estrictamente herbívora. La población local lo llama dadintsifaky, lo que significa abuelo de los Sifaka, debido a su parecido con los sifakas, aunque su tamaño es mayor.
Su hábitat está limitado a la Reserva natural integral de Tsingy de Bemaraha, que es un patrimonio de la Humanidad de Unesco. Aunque se desconoce el estado de conservación, se cree que está en peligro de extinguirse al largo plazo, pues su hábitat decrece constantemente.